# Questão das Investiduras
A Questão das Investiduras, Querela das Investiduras, Controvérsia das Investiduras, ou mesmo Guerra das Investiduras foi um conflito entre o papado e o Sacro Império Romano-Germânico, que ocorreu entre 1075 e 1122, que teve como objeto o poder de nomear bispos.
Nos séculos XI e XII, uma série de papas lutaram contra a intromissão das monarquias europeias nas investiduras (nomeações) de bispos, abades e dos próprios papas, tentando restaurar a disciplina eclesiástica.
O principal conflito começou em 1075 entre o papa Gregório VII e o imperador Henrique IV do Sacro Império Romano-Germânico. Outra luta breve, mas significativa sobre as investiduras também ocorreu entre o papa Pascoal II e o rei Henrique I de Inglaterra (sogro de Henrique V, filho de Henrique IV) e em 1103-1107, a controvérsia também ocorreu entre Igreja e Estado na França. A polêmica foi finalmente resolvida pela Concordata de Worms em 1122.

## Origem

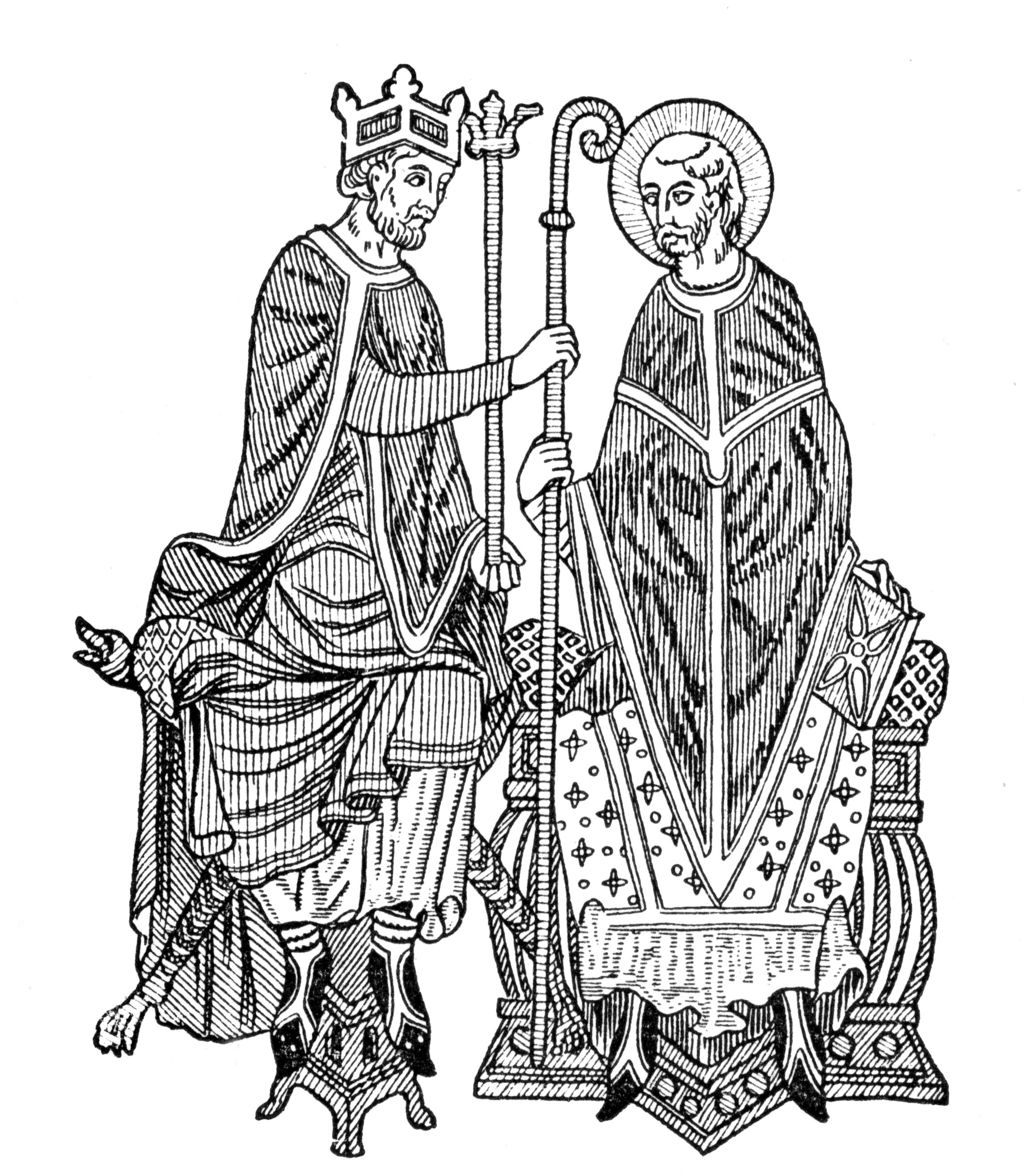
Um rei medieval investe um bispo com os símbolos de seu cargo, a nomeação de clérigos por governantes seculares, feita por interesses pessoais, provocou a corrupção clerical.

Sob a égide do Império Bizantino, que por meio de Teodorico exerceu poder na Península Itálica, entre 493 e 526, os bispos eram considerados como súditos do imperador, ou seja, eram considerados oficiais dependentes de Constantinopla, inclusive o Papa.
Desde o século VII era comum entre o reino dos Francos, bem como na Itália e na Espanha, que os reis, imperadores e nobres fundassem bispados e abadias, nomeando ou depondo os clérigos do local, e controlando suas ações. As investiduras feitas pelos nobres visavam interesses pessoais e do reino, provocando a corrupção entre os membros do clero.
Na época de Carlos Magno (800–814), o poder civil se fortaleceu e os bispos voltaram a ser considerados meros oficiais do Imperador, portanto, os soberanos podiam interferir fortemente sobre a nomeação dos bispos.
No dia 2 de fevereiro de 962, Oto foi coroado como Imperador do Sacro Império Romano-Germânico. Otão e seus sucessores exerceram total controle sobre a eleição de papas e a nomeação de bispos no Sacro Império.
Tratava-se da prática de atribuir importantes poderes civis aos bispos, indicados pelos Imperador. Esse tipo de atribuição apresentava a vantagem de que os bispos não podiam ter filhos legítimos que pudessem reivindicar a herança. Portanto, esse tipo de atribuição de poderes preservava o Poder Imperial. Esses bispos, inicialmente, comandavam a polícia e a coleta de tributos na cidade e no território imediatamente adjacente. Com o passar do tempo, os bispos passaram a comandar condados.
Nesse contexto, a função episcopal foi distorcida, pois a designação para tais cargos se baseava cada vez menos nas qualidades morais ou na cultura religiosa do candidato e mais na lealdade pessoal ao imperador. Além disso, a prática rapidamente se degradou em simonia, pois os designados começaram a pagar ao Imperador por tais cargos na expectativa de recuperar o investimento nas receitas episcopais.

## Da Ordem de Cluny a Gregório VII

### Ordem de Cluny
Em contrapartida, entre os anos 900 e 1050 surgiram ideais e centros de reforma contra os abusos e a corrupção, como os mosteiros de Cluny (França) e Görze (Alemanha), de onde partiram grupos renovadores para a Bélgica, Itália, Espanha, Inglaterra e demais países europeus.
A Abadia de Cluny, que surgiu em 910, quando os mosteiros estavam em profunda decadência, foi fundada pelo duque Guilherme de Aquitânia que, renunciou ao direito de propriedade e doou-a ao Papa Sérgio III, assegurando a liberdade do mosteiro. Assim a abadia ganhou o antigo rigor monástico e profunda renovação espiritual, pois somente ingressava em Cluny quem realmente queria ser monge (…) Cluny colocou-se a serviço da liberdade da vida monástica, e de toda a Igreja. Era um mosteiro livre (…) Seu exemplo se alastra: Papas e bispos, (…) chamam os monges de Cluny para reformarem seus mosteiros.

### Papa Leão IX
Em 1049, após uma aguda crise que rompeu os antigos equilíbrios de poder entre as elites laicas e eclesiásticas do Lácio, Leão IX (1049-1054) tornou-se papa em meio a uma nova conjuntura política. Um dos traços mais notáveis de seu pontificado foi a realização de constantes viagens para as principais cidades da Europa lidando com os problemas morais da igreja, nomeadamente a simonia e o casamento e concubinato clerical. Ele se tornou amplamente conhecido como um fervoroso defensor da reforma eclesiástica e da divulgação dos ideais da ordem de Cluny.

### Papa Nicolau III
Seus sucessores mantiveram suas políticas e, em 1059, o Papa Nicolau II (1059-1061) promulgou a Bula In nomine Domini, estabelecendo definitivamente os cardeais da Igreja Romana como únicos eleitores do Papa. No entanto, a influência cesaropapista ainda era muito forte, sendo ainda necessária a confirmação do Imperador Romano-Germânico. Todavia, como afirma o historiador Leandro Duarte Rust, a Bula deve ser situada em um processo de alinhamento político do papado com poderes exteriores ao Lácio e às esferas de influência imperial, destacando-se, sobretudo, a aliança firmada entre o papado e os normandos de Robert Guiscard. Como conclusão, afirma o historiador: o de cretum eleitoral de 1059 e o honore ducali conferido a Guiscard foram dois gestos de um mesmo ato: a consolidação de uma correlação de forças pautada na identificação do bispo romano com círculos senhoriais exteriores. (…) Além da própria elite [do Lácio], o império seria frontalmente atingido por esta política que excluía os principais grupos citadinos dos espaços decisórios para aliar-se a forças externas.

### Papa Gregório VII
Em 1073, Hildebrando da Toscânia, que havia ocupado vários cargos eclesiásticos na Cúria Romana desde o pontificado de Leão, e também tido uma formação na Abadia de Cluny, se torna papa e assume o nome de Gregório VII, imediatamente adotando uma série de medidas ascetas e monásticas, em continuação às reformas iniciadas por Leão IX, no que ficou conhecido como Reforma Gregoriana.
Desse modo, em 1075, Gregório VII publicou o Dictatus Papae, que proibiu que leigos nomeassem bispos, sob pena de excomunhão dos infratores.
Nesta época, o Imperador Henrique IV do Sacro Império Romano-Germânico, que já havia nomeado seus próprios bispos, muitos deles proibidos de exercerem suas funções religiosas por simonia, enviou uma carta na qual retirou o apoio imperial a Gregório VII. Tal carta foi intitulada como: "Henrique, rei não por usurpação, mas através da ordenação sagrada de Deus, a Hildebrando, neste momento não papa, mas falso monge". Henrique considerou o papa deposto e apelou para a eleição de um novo pontífice. Desenvolveu-se então um conflito aberto entre eles, que ficou conhecido como "Questão das Investiduras". A situação se tornou ainda mais grave quando Henrique IV nomeou seu capelão, Tedaldo, um sacerdote milanês, como bispo de Milão, quando um outro sacerdote de Milão, Atto, já tinha sido escolhido em Roma pelo papa para a diocese (vide: Pataria).
Em janeiro de 1076, ocorreu um sínodo de bispos germânicos, em Worms, que censurou o Papa por sua interferência nos assuntos episcopais. Tais bispos declararam que o Papa era indigno de suas funções e que, portanto, não obedeceriam à sua autoridade.
Em resposta, Gregório VII, reuniu um outro sínodo, em fevereiro de 1076, que excomungou Henrique IV e o Arcebispo de Mainz.
Para surpresa de Henrique IV, muitos prelados germânicos declararam sua submissão ao papa. Nesse contexto, os duques da Suábia, da Caríntia e da Baviera aproveitaram a situação para se rebelarem contra Henrique IV.

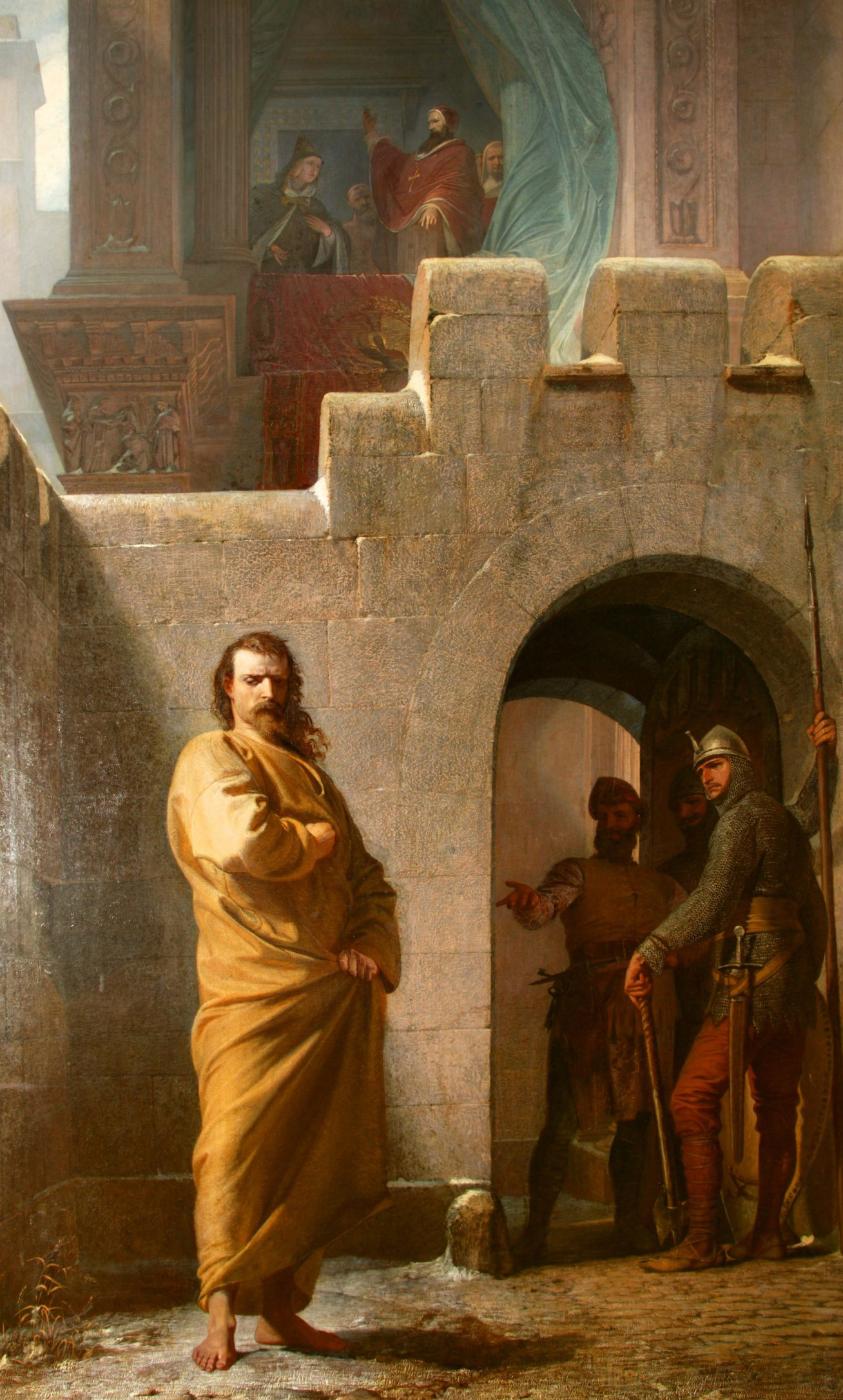
Henrique IV em Canossa
Por Eduard Schwoiser, 1862
Stiftung Maximilianeum, Munique.

Para esvaziar a rebelião, em 1077, Henrique IV viajou para Canossa, no norte da Itália para encontrar o Papa e pedir desculpas pessoalmente, como penitência por seus pecados, ele usava uma túnica de lã e estava descalço na neve, no meio do inverno, esse episódio se tornou conhecido como a Penitência de Canossa. Quem favoreceu este encontro, entre Imperador e Papa, foi Matilde de Canossa. Gregório retirou a excomunhão.
Mas isso não impediu que os duques rebeldes, cuja rebelião ficou conhecida como a Grande Revolta Saxã, elegessem Rodolfo da Suábia como no Imperador, no dia 15 de março de 1077.
Em 16 de junho de 1080, Henrique IV, proclamou o Antipapa Clemente III como substituto de Gregório VII.
Em 21 de março de 1084, Henrique IV, após diversas tentativas, consegue vencer as defesas da cidade de Roma e Gregório VII se refugia no Castel Sant'Angelo.
Em 31 de março de 1084, Clemente III coroou Henrique IV na Basílica de São Pedro.
Entretanto, os normandos, liderados pelo Duque Roberto de Altavila, mantiveram a aliança com Gregório VII e, em 24 de maio de 1084, expulsaram o exército de Henrique IV de Roma e saquearam a cidade. Depois disso, Gregório VII deixaria a cidade de Roma na companhia das tropas normandas até Salerno, onde morreria em 25 de maio de 1085. Suas últimas palavras teriam sido: Dilexi iustitiam et odivi iniquitatem propterea morior in exilio ("Eu amei a justiça e odiei a iniquidade; por isso, morro no exílio").

### Após Gregório VII
Em agosto de 1087, o Papa Vítor III (1086-1087) realizou um sínodo em Benevento, no qual excomungou o antipapa Clemente III e voltou a proibir a nomeação de leigos para o cargo de bispos.
O Papa Urbano II (1088-1099) deu prosseguimento à consolidação da Reforma Gregoriana, conceito que incluía o combate à simonia, ao casamento de padres e à nomeação de bispos por nobres e reis. Em 1098, Urbano II conseguiu expulsar Clemente III de Roma e retornar à Basílica de São Pedro.
Em 1102, o Papa Pascoal II (1099-1118) renovou a excomunhão de Henrique IV.
Em 9 de fevereiro de 1111, foi celebrado um acordo entre Pascoal II e o Imperador Henrique V do Sacro Império Romano-Germânico, na cidade de Sutri.
Nos termos desse acordo, o Imperador abdicaria do direito de nomear bispos, em troca o Papa coroaria Henrique V e vários poderes concedidos às dioceses, tais como direitos alfandegários e de cunhagem de moeda, seriam devolvidos ao Império.
Entretanto, vários príncipes se rebelaram contra o acordo, que acabou não sendo implementado.
Esse conflito foi definitivamente resolvido em 21 de setembro de 1122, pela Concordata de Worms, celebrada entre o Papa Calisto II (1119-1124) e Henrique V, que adotou uma solução de meio-termo: caberia ao papa a investidura espiritual dos bispos e ao imperador, a investidura temporal.